# Ignacio Ruiz-Quintano
Ignacio Ruiz-Quintano (Burgos, 1958) es un periodista español que ha desarrollado su carrera en la prensa escrita.
Ha sido redactor, cronista parlamentario, crítico de cultura y deportes y columnista en ABC en dos etapas: la  primera, entre 1979 y 1989, y, la segunda, a partir de 1996 y hasta la actualidad. 
Entre 1989 y 1994 estuvo vinculado a las publicaciones del Grupo 16, tanto a diario Diario 16 (escribía en la contraportada) como a la revista Cambio 16 (en la sección de Cultura).
En ABC coordinó la sección «Gente y aparte», en la que colaboraron personajes muy variados, como el poeta Leopoldo María Panero (entonces ingresado en el Hospital Psiquiátrico de Mondragón), el compositor Sabino Méndez, el documentalista Carles Prats y algunos de los protagonistas de la Movida madrileña, como los cantantes Alaska y Edi Clavo (de Gabinete Caligari) o el escritor Jorge Berlanga.
En 1992 publicó dos libros: una biografía del escritor Camilo José Cela (editorial Temas de Hoy) y una monografía sobre el pintor Bonifacio Alfonso (editorial Turner).